# Ajka
Ajka é uma cidade da Hungria, situada no condado de Veszprém. Tem 95,05 km² de área e sua população em 2019 foi estimada em 27.995 habitantes.